# ویکتور پرناک
ویکتور پرناک (فرانسوی: Victor Pernac‎؛ زادهٔ ۲۳ دسامبر ۱۹۲۱) دوچرخه‌سوار اهل فرانسه است.